# Buteogallus meridionalis
La poiana di savana (Buteogallus meridionalis (Latham, 1790)) è un uccello rapace della famiglia Accipitridae.

## Descrizione

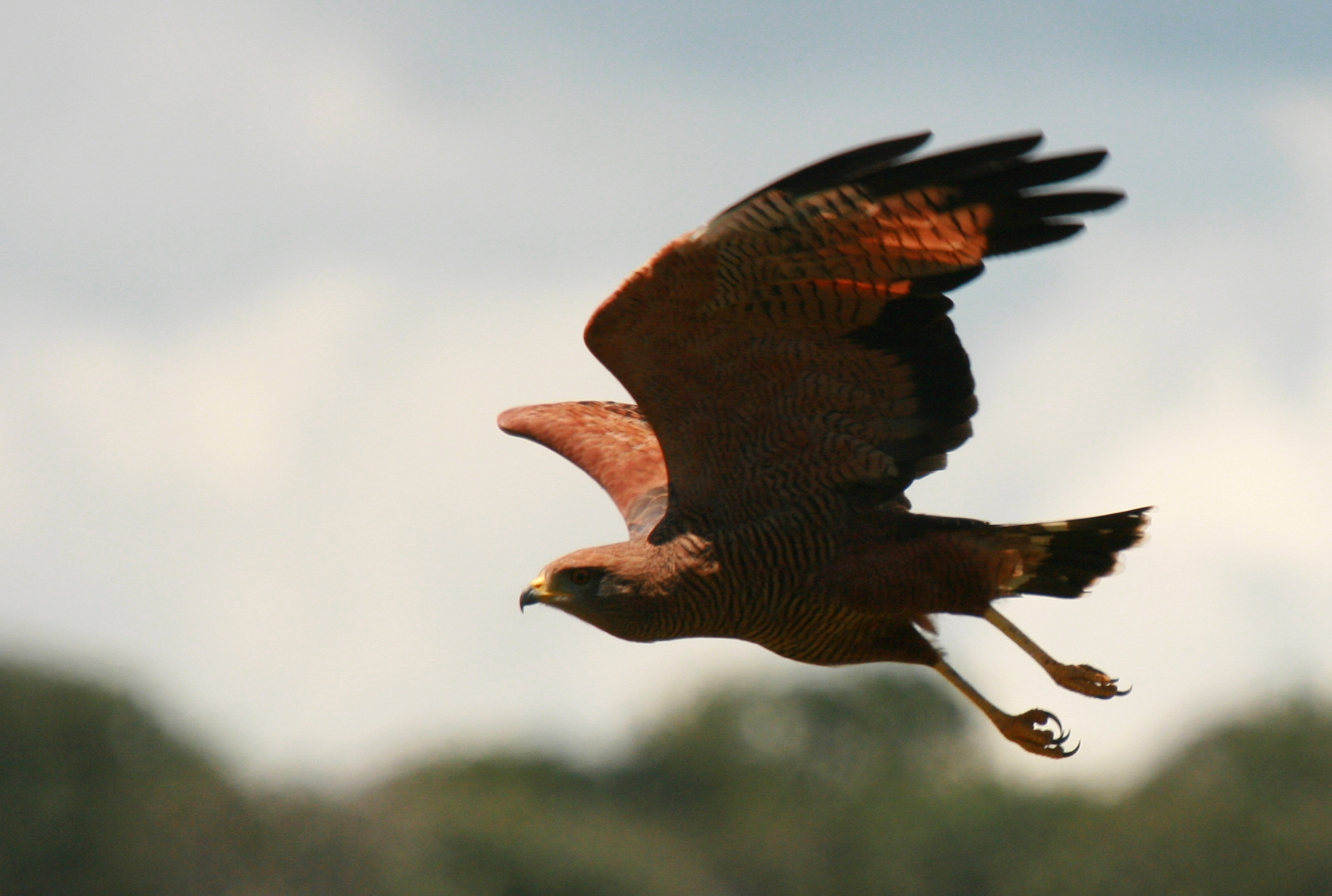
Un esemplare in volo, a Goiás (Brasile).

Il Buteogallus meridionalis misura 46–61 cm e pesa circa 845 g. L'adulto ha un colore rossiccio con chiazze grigie sulla parte superiore del corpo e fini strisce nere sul ventre. Le penne delle lunghe ed ampie ali sono nere, mentre la coda è strisciata di bianco e nero. Le lunghe zampe dritte hanno colore giallo. Il suo richiamo è un forte  keeeeru.
Gli esemplari immaturi somigliano fisicamente agli adulti, ma hanno un piumaggio più scuro nella parte inferiore del corpo e più chiara nella parte superiore con strisce nere più marcate; il supercilium («sopracciglio») è biancastro.

## Biologia
Il nido è costruito su alberi di palma e fatto da rami assemblati con fili d'erba. La covata è costituita da un solo uovo bianco; l'uccellino impiega da 6 a 7 settimane e mezzo per mettere le piume.
La poiana di savana è un uccello da preda che si nutre di piccoli mammiferi, lucertole, serpenti, granchi e grossi insetti. Per cacciare, abitualmente aspetta appollaiato su un alto palo o un'altura fintanto che non individua una preda, ma può anche cacciare a piedi e recuperare resti carbonizzati dopo un incendio di prateria.

## Distribuzione e habitat
Vive in aperta savana o ai margini delle zone paludose nell'America meridionale. Si riproduce da Panama a Trinidad, in Bolivia, Uruguay e nell'Argentina centrale.